# DigiBLAST
Le DigiBLAST Personal Media Center est un appareil multimédia signé Nikko.
Basé sur un processeur ARM, il est capable de lire les mp3, de prendre des photos (avec les cartouches adaptées), de lire les vidéos, c'est également une console de jeux aux graphismes approchants ceux de la Game Boy Advance. Elle compte seulement quelques titres dont Rayman 3, digiQuad, Fast and Furious.